# Caenocryptus salicius
Caenocryptus salicius är en stekelart som beskrevs av Sheng, Wang och Shi 1998. Caenocryptus salicius ingår i släktet Caenocryptus och familjen brokparasitsteklar. Inga underarter finns listade.